# Прапор Красного (смт)
Пра́пор Красного — символ селища Красне Львівської області. Затверджений 22 серпня 2001 року рішенням сесії селищної ради. 
Автори проекту — Андрій Гречило та Уляна Гречило.

## Опис прапора
Квадратне синє полотнище, із середини верхнього краю та з нижніх кутів до центру йдуть жовті смуги (завширшки в 1/5 сторони прапора), у центрі — червона геральдична троянда з жовтим осердям і зеленими листочками.

## Зміст
Троянда вказує на назву поселення, яка походить від слова «красний», тобто «гарний». Вилоподібний хрест символізує три гілки залізниці, які сходяться у Красному й уособлює одну з основних галузей, у якій працюють місцеві мешканці.